# ジョナサン・ラーソン
ジョナサン・ラーソン (Jonathan Larson, 1960年2月4日 - 1996年1月25日) は、アメリカ合衆国の作曲家、脚本家。作品の中で多文化主義、依存症、ホモフォビアなど社会問題を描いている。これらの作品には『tick, tick... BOOM! 』（1990年）や『レント』（1996年）などがある。没後ロック・ミュージカル『レント』でトニー賞3部門、ピューリッツァー賞 戯曲部門を受賞した。

## 生い立ち
ニューヨーク州ホワイト・プレインズにて、ロシアから移住したユダヤ人の両親アランとアネットとの間に生まれる。元々の姓はラザルソン（Lazarson）だったが、アメリカ移住時にラーソンに改名している。幼い頃から音楽や演劇などパフォーミング・アーツの才能をあらわし、トランペット、チューバの演奏、学校の合唱団での歌唱、クラシックなピアノ演奏などを行なっていた。ロック・ミュージシャンのエルトン・ジョン、ビートルズ、ドアーズ、ザ・フー、ビリー・ジョエルの他、スティーヴン・ソンドハイムなどのミュージカル作品のクラシックな作曲家などに影響を受けていた。ホワイト・プレインズ高等学校時代演劇部に所属し、多数の作品で主役を演じていた。
4年間の奨学金を得てニューヨーク州ガーデン・シティにあるアデルフィ大学の演劇科に進学し、様々な演劇やミュージカルに出演した。大学時代に作曲を始め、キャバレーと呼ばれる小規模学生演劇に曲を書いたが、のちにジャッケス・バーディック学部長が執筆した『Libro de Buen Amor 』にこの曲が使用された。在学中、バーディックがラーソンのメンターであった。芸術学士を取得し卒業後、ミシガン州オーガスタにあるバーン劇場の夏季公演にピアニストとして参加したことから俳優労働組合に所属した。
ロウアー・マンハッタンのグリニッジ・ストリートとスプリング・ストリートの交差点にある建物の5階にある暖房のないロフトに転居し、女優ジェニファー・ビールスの兄弟で『ニューズウィーク』誌のジャーナリストであるグレッグ・ビールズ、のちに広告代理店BBDOのクリエイティヴ・ディレクターとなるジェイムズ・クルーニーなど様々なルームメイトと暮らしていた。約10年間、週末にムーンダンス・ダイナーというレストランでウエイターとして勤務し、平日はミ ュージカルの脚本の執筆や作曲を行なっていた。このレストランでラーソンは自分付きのウエイター見習いとして雇われたジェシー・L・マーティンと出会い、さらにそののち自作『レント』のトム・コリンズ役オリジナル・キャストに配役することになる。ラーソンおよびルームメイトたちは粗末な住居と貧困により厳しい生活を送っていた。

## 経歴
ラーソンの代表作『レント』執筆および作曲前にも様々な劇場作品で成功をおさめていた。
ミュージカル第1作目は『Sacrimmoralinority 』で、デイヴィッド・グレン・アームストロングとの共作で、1981年冬、アデルフィ大学で初演された。1982年にラーソンとアームストロングが卒業し、ベルトルト・ブレヒト風のミュージカル『Saved! - An Immoral Musical on the Moral Majority 』に改訂し、マンハッタン42丁目にある小さな劇場ラスティズ・ストアフロント・ブリッツで4週間上演され、2人は米国作曲家作詞家出版者協会から賞を受賞した。
1983年から1990年、ジョージ・オーウェルの小説『1984年』のリメイク『Superbia 』を執筆し、リチャード・ロジャース・プロダクション賞およびリチャード・ロジャース支援基金を受けた。1989年9月、プレイライツ・ホライゾンズでの上演、およびヴィレッジ・ゲイトにて親友でプロデューサーのヴィクトリア・リーコックの製作によるロック・コンサート版が上演されたが完全な出来ではなくラーソンは落胆させられた。
1991年、自伝的ロック・モノローグ『30/90』を執筆し、のちに『Boho Days 』、最終的に『tick, tick... BOOM! 』と改題した。ピアノとロック・バンドのみの構成で、『Superbia 』で受けた落胆を表現した。友人のヴィクトリア・リーコックの製作によりグリニッジ・ヴィレッジにあるヴィレッジ・ゲイト、当時アッパー・ウエスト・サイドにあったセカンド・ステージ劇場とオフ・ブロードウェイで上演された。プロデューサーのジェフリー・セラーが『Boho Days 』の読み合わせを見て、ラーソンのミュージカル作品の製作に興味を持った。ラーソン没後、脚本家デイヴィッド・オウバーン、編曲および音楽監督スティーブン・オレマスによりミュージカルとしてリメイクされた。2001年、オフ・ブロードウェイで初演し、ウエスト・エンドでも上演されている。
1992年、毎週違う90年代の有名人の伝説を放送するテレビ番組『Sacred Cows 』において、作詞作曲家ラスティ・マギー、ボブ・ゴールデン、ポール・スコット・グッドメン、ジェレミー・ロバーツとコラボレートした。5名の作曲家のスケジュールを合わせることは困難だったため結局延期になったが、20年後、プレイビルの6ページの特集で再現された。『Sacred Cows 』のデモはiTunesでリリースされた。
学生時代、ミュージカルで多大な影響を受けたスティーヴン・ソンドハイムと出会った。『tick, tick... BOOM! 』の曲『Sunday 』は、ラーソンをサポートしてきたソンドハイムへのオマージュであり、ソンドハイム作曲の同名曲とメロディも歌詞も似ているがウエイターの哀歌に変えている。ソンドハイムは多くのプロデューサーにラーソンの推薦状を書いた。ラーソンはのちにスティーヴン・ソンドハイム賞を受賞した。
ラーソンは他に『J.P. Morgan Saves the Nation 』、『セサミ・ストリート』、オーディオ児童文学『An American Tail 』および『Land Before Time 』、『ローリング・ストーン』誌出版者ジェン・ウィナー、親友ロジャー・バート主演のジョン・グレイのミュージカル『Billy Bishop Goes to War 』、ミュージカル『Mowgli 』、子供向けビデオ『Away We Go! 』などのための作曲を行なった。これら初期の活動により米国作曲家作詞家出版者協会賞、ギルマン&ゴンザレス・ファラ劇場基金賞を受賞した。

### 『レント』
1988年、脚本家ビリー・アロンソンはジャコモ・プッチーニの『ラ・ボエーム』のミュージカル化のアイデアを思い付いた。彼はプッチーニの甘美な世界観を粗野で喧騒なニューヨークに置き換えてみたかったのである。
1989年、アロンソンはアイラ・ワイツマンにこのアイデアを伝えてコラボレートできる相手を紹介してもらうことにし、そこで紹介されたのがラーソンであった。ラーソンは題名を思い付き、舞台をアッパー・ウエスト・サイドから、自身とルームメイトたちが住んだ荒廃したアパートのあるマンハッタンのダウンタウンに変更することを提案した。そのアパートでは室内で暖房がきかなかったため、ラーソンとルームメイトたちは不法に薪ストーブを使用していた。4年間、ラーソンはダンサーと別れては復縁を繰り返す交際をし、結局彼女に彼女ができたため完全に別れた。これらの経験が『レント』に自伝的な要素を与えた。ラーソンは自分の経験を込めて書きたかったため、1991年、アロンソンに元のコンセプトを譲ってもらえないか尋ねた。もしブロードウェイで上演することになったら、アロンソンに利益を分配することで合意に達した。結局舞台はソーホーではなくなり、イースト・ヴィレッジのアルファベット・シティになった。
1993年、ニューヨーク・シアター・ワークショップで読み合わせが始まり、その年の終わり頃、スタジオ・プロダクションにより3週間の公演が行われた。以降3年に亘りラーソン、プロデューサー、演出家の間で改善が加えられたが、現在世界中で公演されているバージョンは1996年1月25日にラーソンが亡くなってから公開されたものである。翌1月26日、オフ・ブロードウェイでプレビュー公演が予定通り初演された。上演のために駆け付けた両親は開幕を承諾し祝辞を送った。ラーソンが亡くなった翌日ということで、セットはテーブル3台のみという簡素な舞台で使用楽曲をただ歌い繋ぐだけにすることにした。しかし『La Vie Boheme 』までくると自分たちを抑えられず、ラーソン家および観客の許可のもと本来の予定通りの上演を行なった。上演後、長い喝采の後に静かになったが、観客の1人が「ありがとう、ジョナサン・ラーソン」と叫んだことで沈黙が破られた。
予定の上演期間は完売続きだったため延長された。これによりブロードウェイに進出することが決まり、1996年4月29日、ネダーランダー劇場で開幕した。オフ・ブロードウェイ『Boho Days 』を観てラーソンの作品に興味を持ったジェフリー・セラーがプロデュースしており、セラーの友人のケヴィン・マコラムとアラン・S・ゴードンがそのサポートを申し出た。
ラーソン本人がその開幕を目前に控えた初日の未明に循環器系の疾患で急逝するという悲劇に見舞われながらも、没後にピューリッツァー賞 戯曲部門最優秀作品賞、トニー賞ミュージカル部門で最優秀作品賞、最優秀脚本賞、最優秀オリジナル作曲賞、ドラマ・デスク・アワードミュージカル脚本賞、楽曲賞、作詞賞、ニューヨーク演劇批評家サークル賞ミュージカル作品賞、海外批評家サークル賞オフ・ブロードウェイ・ミュージカル作品賞、オビー賞脚本賞、作詞賞、楽曲賞を受賞した。

## 死
ラーソンは『レント』オフ・ブロードウェイ・プレビュー公演初日未明に突然亡くなった。大動脈解離を患っており、1996年1月25日未明、未診断ではあるがマルファン症候群を発症したものとされている。ニューヨーク州の医療調査機関はもし大動脈解離が正しく診断され適正な治療を行なっていればラーソンが亡くなることはなかっただろうと語った。
亡くなる直前には狭心症、めまい、息切れにおそわれていたが、カブリニ医療センターおよび聖ヴィンセント病院はX線や心電図を使っても心筋梗塞のサインを見逃し、インフルエンザかストレスが原因であろうと誤診していたのである。

## レガシー
1996年4月から2008年9月7日、『レント』はブロードウェイにあるネダーランダー劇場で上演され続けた。ブロードウェイ史上11番目に長いロングラン公演記録である。他に全米、カナダ、日本、イギリス、オーストラリア、中国、シンガポール、メキシコ、ドイツ、ポーランド、全欧などでツアー公演が行われた。また2005年には映画『レント』も公開された。
没後、ラーソン家および友人たちはミュージカルの作曲家、脚本家などの芸術家に資金援助するジョナサン・ラーソン芸術基金を立ち上げた。現在アメリカン・シアター・ウイングが管理している。
2003年12月、ラーソンの作品はアメリカ議会図書館におさめられ、ジョナサン・ラーソン・コレクションはこの図書館のミュージカル部門の新作の大部分を占めており、ミュージカル、レビュー、キャバレー、ポップ・ソング、ダンス、映像作品など多岐にわたっている。
『レント』ブロードウェイ公演閉幕から3年も経たないうちにシアター・ディストリクトより外れた所にあるオフ・ブロードウェイのニュー・ワールド・ステージのステージ1にて再現された。2011年7月14日、マイケル・グリーフ演出によりプレビュー公演が開幕し、8月11日に正式に開幕した。